# Jean-Baptiste Romuald Fiset
Pour les articles homonymes, voir Fiset.
Jean-Baptiste Romuald Fiset (7 février 1843 - 5 janvier 1917) est un médecin et homme politique municipal et fédéral du Québec.

## Biographie
Né à Saint-Cuthbert dans le Canada-Est, Jean-Baptiste Fiset étudie au Collège de Montréal et à l'Université Laval. Parti pratiquer à Rimouski, il y est également conseiller municipal et maire. 
Élu député du Parti libéral du Canada dans la circonscription de Rimouski en 1872, il sera réélu en 1874 et en 1878. Défait en 1882, il revint en 1887. À nouveau défait en 1891, il est élu, pour une dernière fois, en 1896.
Un moment fort de sa carrière est la journée du 30 mars 1874, lorsqu'il guide Louis Riel entre les murs du parlement pour lui faire signer le registre parlementaire et ainsi devenir un député officiel. Il faut mentionner qu'à ce moment, Riel, alors élu député de Provencher, était considéré comme un fugitif en raison de son rôle dans l'exécution de Thomas Scott durant la Rébellion de la rivière Rouge en 1869 à 1870.
En 1897, il est nommé au Sénat sous recommandation du premier ministre Wilfrid Laurier pour représenter la division de Golfe. Il y demeure jusqu'à sa mort à Rimouski en 1917.
Son fils, Eugène Fiset, a été lieutenant-gouverneur du Québec ainsi que député de Rimouski de 1924 à 1939.